# 스게야마촌
스게야마촌(일본어: 菅山村)은 일본 시즈오카현 하이바라군에 속했던 촌이다. 현재의 마키노하라시 중앙부에 해당한다.

## 역사
- 1889년 4월 1일 - 정촌제 시행에 의해 하이바라군 스게야마촌이 성립하였다.
- 1951년 4월 1일 - 사가라정에 편입해, 동일 스게야마촌은 폐지되었다.

## 참고문헌
- 가도카와 일본 지명 대사전 22 静岡県